# Mathias Larsson
Mathias "Bult" Larsson född 1973, är en svensk innebandyspelare från Forshaga.
Larsson vann SM-guld med Warbergs IC 85 2007, och blev samma år utsedd till årets spelare efter att som back gjort 48 poäng i grundserien. Han har spelat 42 landskamper och gjort 25 mål och 22 assist.

## Klubbar
- GS 86 AIF
- IBF NB 87
- Alligator Malans
- Warbergs IC 85